# Kataphraktosaurus ungerhamiltoni
Kataphraktosaurus ungerhamiltoni — вид ящірок родини гімнофтальмових (Gymnophthalmidae). Описаний у 2021 році.

## Поширення
Ендемік Венесуели. Поширений у муніципалітеті Аутана у штаті Амасонас на півдні країни.

## Опис
Дрібна ящірка, тіло завдовжки 4,9 см, не враховуючи хвоста.